# テンツキ

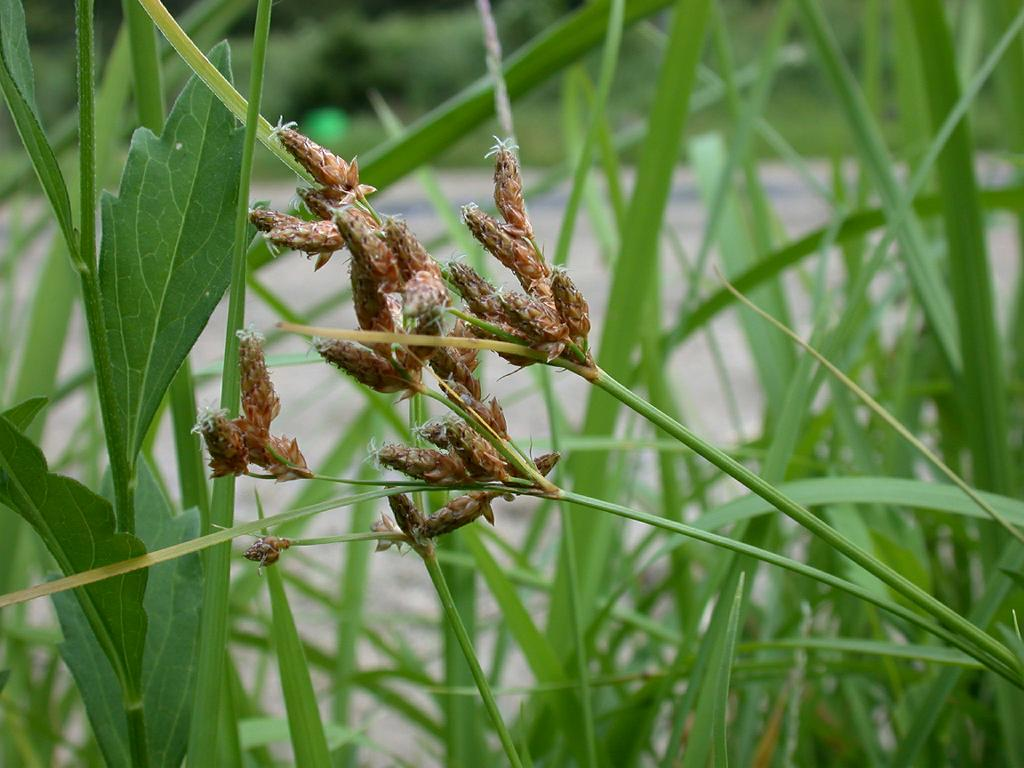
花序部の拡大（日本産）

テンツキ （Fimbristylis dichotoma）は、カヤツリグサ科テンツキ属の植物である。英名はない。

## 特徴
1年草である。茎は群がって生え、高さ15-50cmである。葉は根生して細長く、幅は1.5-5mm。茎は有毛。基部の鞘は開出毛を密生し、茶褐色をしている。花序は2-3回分枝し、長さ3-7cmで、先端に小穂が単生する。実のなる小穂は多数つき、長卵形であり、長さは5～8mm。小穂は光沢のある赤褐色で、多数の小花をもつ。果実期は8-9月である。
テンツキはふつう毛が多く、苞葉などにも毛が見られることが多いが、毛の量に個体差が生じる。また、ほとんど貧栄養な裸地で生育する個体は草高が10cm程度に小型化し、別種と見間違う。
小花を覆う鱗片は卵円形で長さ2-3mm、毛はなく、先端ははっきり丸くて最頂部がわずかだけ突き出る。果実は長さ0.8-1.2mm、広倒卵形で断面はレンズ状。表面は格子模様があり、格子の内側は横長楕円形。色は黄褐色から淡い黄色で、柱頭は扁平で先端は二裂する。
名前については小穂で点をつけるので『点つき』、小穂が上を向くので『天突き』の二説あってはっきりしない。和名については初島はオテンツキを採っている。

## 分布
日本では北海道、本州、四国、九州、沖縄の日本全土。
及び、朝鮮半島、中国、インド、インドネシア、オーストラリア、アフリカでみられる。

## 生育環境
日本では平地から山地にまで生育する。低地の湿地に多く、特に路端や水田のあぜ道などに見かける。

## 分類
柱頭が扁平で二裂し、果実に格子模様があり、淡い色で熟するものには、このほかにナガボテンツキ・クグテンツキ・ツクシテンツキ・クロテンツキなどがある。ナガボテンツキ Fimbristylis longispica は本種によく似るが一回り大きく、小穂もより細長く、またこの種は河口など汽水域に出る。
特によく似ているのはクグテンツキ  L. diphylloidesで、別種として扱ったこともあり、本種の変種 L. dichotoma var. floribunda とした例、同じく変種だが F. dichotoma  var. diphylla を採る例、 品種 forma floribunda とした例もある。標準的なテンツキよりやや大柄で、小穂はやや小さく、毛が多い。
なお、日本の標準的なテンツキを変種 F. dichotoma var. tentsuki とする扱いもある。
水田周辺に出現するテンツキ属には多くの種があるが、大半はヒデリコやアゼテンツキなど、小穂がずっと小さい。やや似たものとしてはクロテンツキがあるが、花序の包葉が短いこと、茎の基部に無葉身の鞘を生じることなどで判別できる。

## 関連文献
- 牧野富太郎, 1961.　テンツキ. 前川文夫・原寛・津山尚（補遺・編） 『牧野 新日本植物図鑑』　p769.　北隆館
- 大井次三郎, 1982.　カヤツリグサ科テンツキ属. 佐竹義輔・大井次三郎・北村四郎・旦理俊次・冨成忠夫 （編）　『日本の野生植物 草本1 単子葉類』　p.173-175. p.156-158.　平凡社
- 小林禧樹・黒崎史平・三宅慎也. 1998. テンツキ. 『六甲山地の植物誌』 p251.　（財）神戸市公園緑化協会
- 勝山輝夫・堀内洋.　2001. テンツキ属. 神奈川県植物誌調査会（編）『神奈川県植物誌　2001』　p415-421. 神奈川県立生命の星・地球博物館
- 星野卓二・正木智美, 2003.　テンツキ属. 星野卓二・正木智美・西本眞理子『岡山県カヤツリグサ科植物図譜(2)』　p138-159.　山陽新聞社
- 小山鐡夫, 2004.　カヤツリグサ科テンツキ属. 北村四郎・村田源・小山鐡夫 『原色日本植物図鑑 草本編(3) 単子葉類』　p231-237. p58-59.　保育社
- 村田源. 2004. テンツキ. 『近畿地方植物誌』 164.　大阪自然史センター
- 谷城勝弘, 2007.　テンツキ属. 『カヤツリグサ科入門図鑑』　p124-138.　全国農村教育協会
- 黒崎史平・松岡成久・高橋晃・高野温子・山本伸子・芳澤俊之 2009. テンツキ. 兵庫県産維管束植物11 カヤツリグサ科. 人と自然20:171.　兵庫県立人と自然の博物館
- 初島住彦『琉球植物誌（追加・訂正版）』,(1975),沖縄生物教育研究会
  - 北村四郎・村田源・小山鐵夫『原色日本植物図鑑 草本編(III)・単子葉類（改定49刷）』(1987)：保育社